# Jimmi Schoubo Povlsen
Jimmi Schoubo Povlsen er en dansk tidligere soldat, historiker og socialrådgiver, der er kendt for sit arbejde med danske krigsveteraner og deres familier. Han har gjort en betydelig indsats for at støtte og forbedre livskvaliteten for veteraner, både gennem direkte hjælp og ved at påvirke politikker.

## Tidlige liv og karriere
Jimmi Schoubo Povlsen gjorde tjeneste i Irak fra 2006-2007, hvor han oplevede intense kamphandlinger. Disse oplevelser dannede grundlaget for hans forståelse af og engagement i veteraners udfordringer. Efter sin tid i militæret uddannede han sig til historiker og socialrådgiver.

## Bidrag og anerkendelse
Povlsen har modtaget flere udmærkelser for sit arbejde, herunder Nordic Veterans Medal of Honor og Forsvarets Medalje for Fortjenstfuld Indsats. Han er formand for Veterankortet.dk, en organisation han stiftede i 2018, der arbejder for at udbrede anerkendelse og viden om veteraner i samfundet og skaffe rabatter og særaftaler til veteraner og deres familier.

## Aktivisme og offentlig tilstedeværelse
Jimmi Schoubo Povlsen har været en aktiv stemme i den offentlige debat om veteraners forhold. Han har argumenteret for at lære af andre landes respekt og taknemmelighed over for deres soldater og foreslået konkrete initiativer som rabatter og særlige ydelser for veteraner.

### Direkte hjælp og støtte
På det praktiske plan har Povlsen ydet direkte hjælp til enkeltpersoner i nød. Han har hjulpet med at skaffe økonomisk støtte, mad, og husly til veteraner og deres familier. Hans arbejde er et eksempel på hans dedikation til at gøre en reel forskel for dem, der har tjent deres land.